# アンブシュア

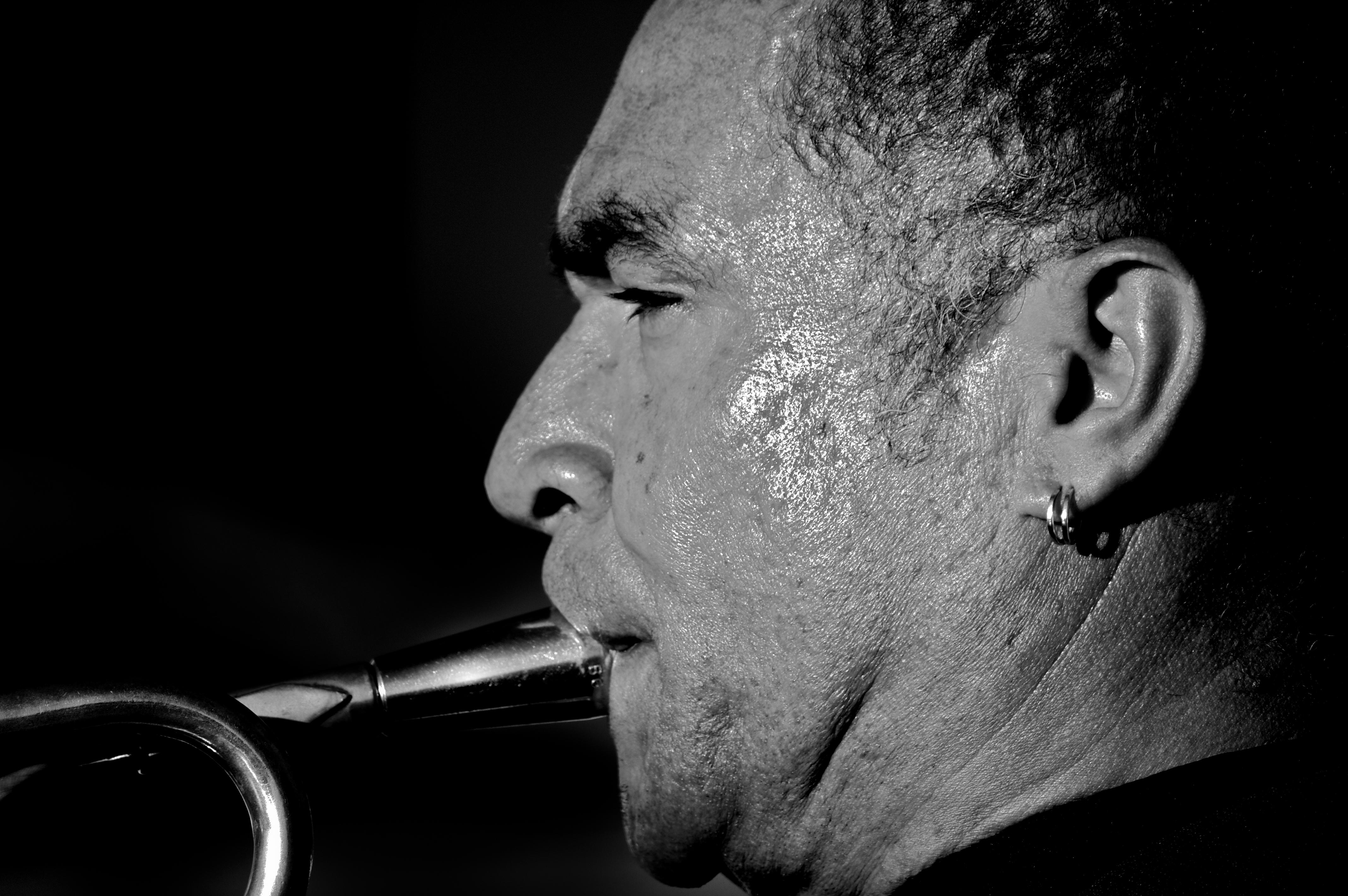
トランペットのアンブシュア

アンブシュア（フランス語: embouchure [ɑ̃buʃyʁ]、英語発音: [ˈɑmbəʃər, ɒmbʊˈʃʊə]）とは、管楽器の演奏者が、楽器を吹くときの口の形およびその機能のことである。演奏者の口（または唇、舌、歯、顎、頬、鼻腔、咽喉など）がある特殊な機能を持たされた状態を指すということもできる。呼吸法と並んで、管楽器奏者が身につけるべき最も基本的かつ重要な技術であり、ピッチ（音高）、音色、音域の跳躍などをコントロールするためには、楽器に応じた適切なアンブシュアを身に付けなければならない。